# Podkopná Lhota
Podkopná Lhota (in tedesco Lhotta Podkopna) è un comune della Repubblica Ceca facente parte del distretto di Zlín, nella regione di Zlín.